# Oplotnica
Oplotnica (in tedesco Oplotnitz) è un comune della Slovenia nord-orientale, situata nella regione statistica della Oltredrava.